# Кліцько
Клі́цько — село в Україні, у Комарнівській міській територіальній громаді Львівського району Львівської області. Населення становить 189 осіб у 2025 році. Орган місцевого самоврядування — Комарнівська міська громада.

## Географія
Село Кліцько розташоване на схід за 29 км від Рудок та за 4 км від Комарна. На північний захід розташовані Катериничі, на півночі — Якимчиці, на півдні — Комарно та Грімне, на сході — Яструбків. У західній частині села розташований Клитецький став, майже повністю осушений, а над його берегами височіє сільська забудова. Через південну частину села тече та впадає до того ставу вузький потік.

## Історія
У XVIII столітті село Кліцько належало до ключа Комарно. Наприкінці XIX століття село Кліцько належало до Рудківського повіту та перебувало у власності шляхтичів з роду Лянцкоронських. На той час Лянцкоронським належало з більшої власності: землі орної — 367, луків та лісів — 254, пасовиськ — 21 моргів, а з меншої: орної землі — 314, луків та лісів — 57, пасовиськ — 67 моргів.
Згідно перепису 1880 року у ґміні налічувалося 322 мешканці. Більшість населення греко-католицького обряду, за винятком 30 мешканців, які належала до римо-католицької громади села. Римо-католицька парафія у Комарні, греко-католицька по місцю та належала до Горожанського деканату, Перемишльської дієцезії.  До тої парафії належали села Чуловичі, Якимчиці, Горбуля та Литовка. В селі є дерев'яна церква Успіння Пресвятої Богородиці, суд та фільварок. На полях тої ґміни біля Клитецького ставу розташоване велике торфовище.

## Населення

### Мова
Розподіл населення за рідною мовою за даними перепису 2001 року:
| Мова       | Кількість | Відсоток |
| ---------- | --------- | -------- |
| українська | 273       | 100%     |

## Церква
Посеред села, при дорозі до Щирця, розташована дерев'яна церква Успіння Пресвятої Богородиці, збудована 1603 року (хоча цей храм у Кліцьку був не першим є відомості про місцеву церкву походять з 1515 року). У той самий час поряд зведена дзвіниця церкви. Іконостас був зроблений у 1674 році, тоді ж розмалювали інтер'єр. Реставрація церкви відбулася у 1686—1687 роках, а 1707 року під неї був підведений кам'яний фундамент. У 1880 році, при парохові о. Антінові Бачинському, був проведений капітальний ремонт церкви — тоді, зокрема, з'явився новий верх храму. Він також мав намір збудувати нову церкву та 1905 року попросив дозволу на розібрання діючої, адже 1904 року відомий архітектор Василь Нагірний на замовлення пароха виготовив проєкт нової мурованої церкви. Але справа не була доведена до кінця. У 1955—1989 роках приміщення церкви використовувалися як архів та склад книжок. Сучасного вигляду церква набула після реставрації, яку розпочали у 2005 році. 22 квітня 2008 року в церкві виникла пожежа, в результаті чого було частково пошкоджено частину покрівлі та стін бабинця, а найбільше обгоріла баня над бабинцем. Нині церква в користуванні громади УГКЦ. Церква Успіння Пресвятої Богородиці з дзвіницею внесені до реєстру пам'яток архітектури національного значення під охоронними № 1350/1 (церква) та № 1350/2 (дзвіниця). Станом на листопад 2021 року триває реставрація церкви.
Поряд збудована мурована церква Успіння Пресвятої Богородиці, що належить громаді ПЦУ (благочинний митр. прот. Роман Шак, Городоцьке благочиння, Львівсько-Сокальська єпархія ПЦУ).

## Відомі люди
- Іван Гель (1937–2011) — український правозахисник, дисидент, політик, публіцист.
- Михайло Тершаковець (1883–1978) — український літературознавець.